# New Rockford
New Rockford település az Amerikai Egyesült Államok Észak-Dakota államában, Eddy megyében, melynek megyeszékhelye is. Lakosainak száma 1361 fő (2020. április 1.).

## Népesség
A település népességének változása:

| 2010 | 1 391 |
| 2020 | 1 361 |